# داده بسته‌ای سلولی دیجیتال
داده بسته‌ای سلولی دیجیتال (به انگلیسی: Cellular digital packet data) (اختصاری CDPD) از پهنای باند استفاده نشده که به‌طور معمولی برای تلفن‌های همراه AMPS در فرکانس‌های بین ۸۰۰ و 900 MHz استفاده می‌شود، برای انتقال داده استفاده می‌کند. سرعت تا 19.2kbit/s و کمی بالاتر از آن ممکن است.
در سال ۱۹۹۰ توسعه یافت، CDPD یک فناوری بزرگ برای آینده بود. با این حال، آن به سختی می‌توانست با سیستم‌های گران‌تر و با سرعت‌های پایین‌تر طرح شبکه‌ای موبی‌تکس و دیتاتک رقابت کند، و هرگز، به‌طور کامل شایع نشد، و جدیدتر هم استانداردهای مانند GPRS برجسته تر شده‌اند.
CDPD مشتری‌های کمی داشت. شرکت AT&T برای اولین بار این فناوری را در ایالت متحده با مارک PocketNet ارائه داد. این یکی از اولین سرویس‌های دسترسی بیسیم به اینترنت بود که ارائه می‌شد. بعدها شرکت ای‌تی اند تی موبیلیتی این فناوری را تحت مارک «اینترنت بیسیم» (با مارک «اینترنت بیسیم سریع، که آن‌ها برای داده GPRS/EDGE راه اندازی کردند، اشتباه نشود.) ارائه داد. سرویس PocketNet در رقابت با سرویس‌هایی که نسل۲ ارائه می‌داد یک اشتباه بود. بعد از سه گوشی که شرکت AT&T به عموم معرفی کرده بود (دوتا از پاناسونیک، یکی از میتسوبیشی و اریکسون R289LX)، این شرکت از فعال کردن دستگاه‌ها سر باز زد.
در سال ۲۰۰۴، شرکت بزرگ ایالات متحده خبر از قطع سرویس CDPD دادند. در ژوئیه ۲۰۰۵، شبکه CDPD شرکت AT&T دیگر فعال نبود، مشتریان CDPD شبکه Cingular مطلع شدند که در پایان سال این سیستم قطع خواهد شد، که هم‌اکنون قطع شده‌است.